# Antonín Přidal
Antonín Přidal (ur. 13 października 1935 w Prościejowie – zm. 7 lutego 2017) – czeski pisarz, publicysta i tłumacz.